# Pirga cryptogena
Pirga cryptogena är en fjärilsart som beskrevs av Collenette 1931. Pirga cryptogena ingår i släktet Pirga och familjen tofsspinnare. Inga underarter finns listade i Catalogue of Life.